# Pepa Palau
Pepa Palau i Martí fue una actriz española (1938- 30 de diciembre de 2022).

## Trayectoria
Ha desarrollado su actividad profesional fundamentalmente en su tierra natal, Cataluña. A principios de los setenta hizo incursiones en el mundo de la televisión, presentando sendos programas infantiles: La Casa del Reloj (1971) y El juego de la foca (1972-1973), así como, conjuntamente con Kiko Ledgard, algunas de las galas del V Festival de la Canción Infantil de TVE (1973).
Posteriormente, en 1975, fundó una Compañía de Teatro que ha puesto en escena sobre todo obras infantiles.
En 1980 intervino en la película Los últimos golpes de El Torete, de José Antonio de la Loma.
En los últimos años se ha dedicado a la difusión de la literatura infantil en distintos medios y colabora en Catalunya Ràdio, además de mantener su trayectoria interpretativa, con montajes como Atzàrdia (2004).